# Le Mariage par escalade
Le Mariage par escalade (französischer Originaltitel) ist eine Komödie in einem Akt von Charles-Simon Favart.
Das Stück wurde während des Siebenjährigen Krieges anlässlich der Eroberung von Menorca (1756) durch ein französisches Expeditionskorps 1756 geschrieben. Die eigentliche Uraufführung fand im Rahmen eines für den siegreich zurückgekehrten Feldherrn Herzog von Richelieu gegebenen Festes im Schloss Bagatelle statt. Favarts Werk war zeitgenössisch aufgrund der euphorischen Stimmung im Königreich Frankreich nach dem Sieg von Menorca sehr erfolgreich. Die Handlung spielt sich vor dem Hintergrund der Belagerung von Mahón ab: Der französische Offizier Valere und der englische Offizier Tomson sind Rivalen im Kampf um das Herz der schönen Elvire. Das Libretto zeichnet sich durch eine deutliche Anglophobie aus:

„Victoire, victoire, victoire /
Pour les Français quelle gloire. /
Rien ne résiste à nos efforts! /
Ah! chiens d'Anglais, vous êtes morts! (Szene XIV)“

„Sieg, Sieg, Sieg / für die Franzosen, welch Ruhm / nichts widersteht unserer Kraft! / Ah! englische Hunde, ihr seid tot!“

Die Eroberung von Menorca löste eine Begeisterungswelle aus und bedingte die Entstehung zahlreicher patriotischer Gelegenheitsdichtungen und -kompositionen, deren martialischer Stil bereits Ähnlichkeiten zur Ästhetik der französischen Revolution erkennen lässt. Favarts Opéra-comique nimmt aufgrund des namhaften Autors und ihres Erfolges unter diesen Werken eine besondere Stellung ein.

## Ausgaben
- [Charles-Simon Favart]: Feste donnée à Monsieur le Maréchal Duc de Richelieu à son retour de l’expédition de Minorque. Par Madame la Marquise de Monconseil a Bagatelle le 9 septembre 1756, Paris 1756. Google-Digitalisat